# Oscar Griswold
Oscar Woolverton Griswold (Ruby Valley, 22 ottobre 1886 – Asheville, 28 settembre 1959) è stato un generale statunitense, conosciuto per essere stato comandante dello XIV Corps nell'Area del Pacifico del Sud e nel Pacifico Sud-occidentale durante la seconda guerra mondiale.

## Biografia
Griswold nacque nella Ruby Valley in Nevada il 22 ottobre 1886. Dal 1905 al 1906 frequentò l'Università del Nevada-Reno, quando ricevette un incarico nella United States Military Academy. Dopo aver ricevuto il diploma con la classe di west point del 1910, fu commissionato come Secondo tenente nella fanteria.
Dal 1914 al 1917 ebbe diversi incarichi di compagnia inclusi tre anni di servizio in Cina. Durante la prima guerra mondiale servì come maggiore e come tenente colonnello nella 84ª divisione delle American Expeditionary Forces, dal 1918 al 1919 prese parte all'Offensiva della Mosa-Argonne.
In seguito venne riassegnato nella United States Military Academy dove rimase dal 1921 al 1924. Si laureò nuovamente nel Università dello stato maggiore generale e del comando, nella 189ª classe di 258 alunni, e all'Università della guerra dell'Esercito degli Stati Uniti nel 1929. Dal 1929 al 1931 servì nello stato maggiore generale del dipartimento della guerra. Dopo questo servizio servì negli United States Army Air Corps. Dal 1932 al 1936 servì come membro dell'Infantry Board, e dal 1936 al 1939 fu assegnato all'incarico di capo della fanteria.
Durante la seconda guerra mondiale ebbe il comando del 29º reggimento di fanteria dal settembre 1939 all'ottobre 1940. Il 29º reggimento era il primario reggimento di addestramento permanentemente stazionato alla scuola di fanteria di Fort Benning, in Georgia; sotto il comando di Griswold, il primo plotone di test aviotrasportato venne organizzato al di fuori del 29º reggimento, allo stesso modo del suo successore, l'originale 501º battaglione aviotrasportato. Nell'ottobre 1940 venne promosso a Brigadier generale e divenne comandante generale del centro di addestramento per il rimpiazzo della fanteria di Camp Croft. Nell'agosto 1941 venne ulteriormente promosso a Maggior generale, e divenne comandante 4ª divisione di fanteria.
Dall'aprile 1943, Griswold ebbe il comando dello XIV Corps, che prese parte ai combattimenti nella Campagna della Nuova Georgia, nella Campagna di Bougainville e nella Campagna delle Filippine del 1944-45. Venne promosso a Tenente generale agli albori del 1945, e continuò a servire nel teatro del pacifico sotto il comando di Douglas MacArthur e durante la Battaglia di Manila. Griswold era il comandante di primo piano solo dopo MacArhur e Walter Krueger durante tale battaglia, che era stata la più grande battaglia urbana a cui avevano partecipato le truppe statunitensi in quel momento; lo XIV Corps di Griswold, in quella sanguinosa battaglia per Manila, consisteva della 1ª divisione di cavalleria, della 37ª divisione di fanteria e della 11ª divisione aviotrasportata. Nel giugno 1945, il generale MacArthur lo nominò comandante della 10ª Armata dell'esercito statunitense in seguito alla morte del generale Simon Bolivar Buckner Jr. nella Battaglia di Okinawa. Ciò nonostante venne rimpiazzato al comando poco tempo dopo dal generale Joseph Stillwell.
Dopo la seconda guerra mondiale servì come comandante della 7ª Armata dell'esercito statunitense dall'11 giugno 1946 al 15 marzo 1947, e in seguito della 3ª Armata dal 15 marzo al 14 aprile 1947.
Nell'ottobre 1947, si ritirò nel Broadmoor resort di Colorado Springs, in Colorado e si stabilì a vivere negli appartamenti dello stadio di Broadmoor. Nel 1948 venne preso come impiegato dalla Broadmoor Hotel Corporation come direttore degli eventi atletici. Questo includeva la direzione dell'hockey su ghiaccio e del pattinaggio artistico. Aparì inoltre in un segmento televisivo del documentario This Is Your Life nel dicembre 1956 dove lodava le gesta di un capitano dell'esercito statunitense che si era rifiutato di arrendersi nelle Filippine e successivamente aveva guidato una campagna di guerriglia contro i giapponesi fino a che non divenne il generale Griswold stesso. Griswold rimase impiegato del Broadmoor fino all'insorgenza dei problemi di salute che lo costrinsero a ritirarsi. Morì il 28 settembre 1959.

## Onorificenze
nel 1946 ha ricevuto un dottorato in legge dall'Università del Nevada-Reno